# Samurai Fiction
Samurai Fiction (SF サムライ・フィクション, Esu Efu Samurai Fikushon) és una pel·lícula de comèdia-samurai de 1998 dirigida per Hiroyuki Nakano. És gairebé completament en blanc i negre, i segueix una trama bastant estàndard per a una comèdia i una pel·lícula de samurais jidaigeki, però la presència de la banda sonora de rock and roll de Tomoyasu Hotei la separa de les pel·lícules en què es va inspirar, com ara les obres d'Akira Kurosawa. El 2001 es va estrenar un spin-off solt com Red Shadow.

## Visió general
Tot i que la pel·lícula està gairebé totalment en blanc i negre, homenatjant les pel·lícules de samurais més antigues, això permet l'ús artístic i dramàtic del color; això es nota més quan es mata un personatge i la pantalla parpelleja en vermell durant un moment. El color també s'utilitza amb efectes dramàtics al principi i al final de la pel·lícula.
Samurai Fiction va ser el primer llargmetratge de l'escriptor i director Hiroyuki Nakano, que havia estat principalment director de vídeos musicals per a MTV Japan. La seva experiència amb vídeos musicals es manifesta en la direcció de la pel·lícula. Aquesta pel·lícula també va ser la primera experiència d'actuació per a l'estrella de rock japonesa Tomoyasu Hotei.
is a 1998 comedy-samurai film directed by Hiroyuki Nakano. It is almost entirely black-and-white, and follows a fairly standard plotline for a comedy and jidaigeki samurai film, but the 

## Argument
La trama se centra en Inukai Heishirō (Mitsuru Fukikoshi), fill d'un oficial del clan. Una de les herències més precioses del seu clan, una espasa que els va donar el Shogun, ha estat robada pel samurai Kazamatsuri (Tomoyasu Hotei). En contra del consell del seu pare, Heishirō insisteix a recuperar l'espasa ell mateix. El seu pare envia dos ninja darrere d'ell per assegurar-se que no faci res estúpid.
Kazamatsuri fereix Heishirō i mata un dels seus companys. El jove noble s'acaba quedant amb un samurai gran (Morio Kazama) i la seva filla Koharu (Tamaki Ogawa) mentre es cura de la seva ferida i planeja el seu proper moviment. El samurai més gran intenta dissuadir-lo de lluitar, però l'honor d'Heishirō no li permetrà deixar Kazamatsuri amb vida. El samurai més gran, que resulta ser el mestre Hanbei Mizoguchi, el convenç de lluitar contra Kazamatsuri llançant pedres en lloc de fer servir espases.
Mentrestant, Kazamatsuri s'instal·la durant uns dies en una casa de joc propietat de Lady Okatsu (Mari Natsuki), que s'enamora d'ell. Llavors, una nit, un dels ninja enviats per protegir a Heishirō la coacciona per enverinar-lo per mil ors. Ella ho fa, però Kazamatsuri prova el verí i mata l'Okatsu. Després segresta en Koharu en un intent d'aconseguir que el mestre Mizoguchi lluiti.
En Mizoguchi li revela a Heishirō que va matar el pare d'en Koharu, i des de llavors mai no ha posat la seva espasa sobre un altre home, malgrat la seva immensa habilitat. Aleshores van a buscar Kazamatsuri i rescatar Koharu. Mentre Mizoguchi atura la Kazamatsuri, Heishirō pren Koharu a un costat i diu que es casarà amb ella si guanya en Mizoguchi. Kazamatsuri lluita contra Mizoguchi, que només treu la seva espasa després que el seu oponent destrueixi la seva espasa de fusta. Després desarma Kazamatsuri prop d'un penya-segat. Kazamatsuri, admetent la derrota, se suïcida saltant del penya-segat. Heishirō i els altres van al fons, on no hi ha rastre del cos de Kazamatsuri, però en Koharu veu l'espasa robada al fons del riu, on Heishirō la recupera.
Al cap d'un any. Heishiro s'ha casat amb Koharu, l'espasa ha estat restaurada i Mizoguchi és ara un oficial del clan d'Heishiro.

## Repartiment
- Morio Kazama com a Hanbei Mizoguchi
- Mitsuru Fukikoshi com a Heishirō Inukai
- Tomoyasu Hotei com a Rannosuke Kazamatsuri
- Tamaki Ogawa com a Koharu Mizoguchi
- Mari Natsuki com a Okatsu
- Taketoshi Naitō com a Kanzen Inukai
- Kei Tani com a Kagemaru
- Fumiya Fujii com Ryūnosuke Kuzumi
- Naoyuki Fujii com a Shintarō Suzuki
- Ken Osawa com a Tadasuke Kurosawa
- Hiroshi Kanbe com a Gosuke
- Ryōichi Yuki com a Ninja Hayabusa
- Akiko Monou com Ninja Akakage
- Tarō Maruse com Sakyōnosuke Kajii
- Yūji Nakamura com a Samejima